# Euophrys concolorata
Euophrys concolorata är en spindelart som beskrevs av Roewer 1951. Euophrys concolorata ingår i släktet Euophrys och familjen hoppspindlar. Inga underarter finns listade i Catalogue of Life.